# Лыжные гонки на зимних Паралимпийских играх 2014 — 15 км (женщины)
Соревнования по лыжным гонкам на дистанции 15 километров среди женщин на зимних Паралимпийских играх 2014 года прошли 10 марта. В соревнованиях приняло участие 16 спортсменок из 7 стран. Соревнования проводились в двух классах: стоя и с нарушением зрения. Местом проведения гонки стал лыжно-биатлонный комплекс «Лаура». Соревнование началось в 12:55 по местному времени (UTC+4).

## Медалисты
| Класс               | Золото                                          | Серебро                                         | Бронза                                                  |
| Стоя                | Хелен Рипа Швеция                               | Юлия Батенкова Украина                          | Анна Миленина Россия                                    |
| С нарушением зрения | Елена Ремизова Ведущий — Наталья Якимова Россия | Михалина Лысова Ведущий — Алексей Иванов Россия | Ядвига Скоробогатая Ведущий — Ирина Нафранович Беларусь |

## Результаты

### Стоя
| Место | Номер | Спортсмен           | Страна   | Класс | %  | Время     | Итоговое время | Отставание |
| ----- | ----- | ------------------- | -------- | ----- | -- | --------- | -------------- | ---------- |
| 1     | 108   | Хелен Рипа          | Швеция   | LW2   | 92 | 54:09,1   | 49:49,2        | —          |
| 2     | 110   | Юлия Батенкова      | Украина  | LW6   | 90 | 55:25,7   | 49:53,1        | +3,9       |
| 3     | 109   | Анна Миленина       | Россия   | LW8   | 91 | 56:32,6   | 51:27,3        | +1:38,1    |
| 4     | 107   | Лариса Ворона       | Беларусь | LW8   | 91 | 56:54,2   | 51:46,9        | +1:57,7    |
| 5     | 112   | Алёна Кауфман       | Россия   | LW8   | 91 | 57:18,9   | 52:09,4        | +2:20,2    |
| 6     | 111   | Александра Кононова | Украина  | LW8   | 91 | 59:08,5   | 53:49,1        | +3:59,9    |
| 7     | 102   | Мари Карлсен        | Норвегия | LW9   | 90 | 1:02:10,0 | 55:57,0        | +6:07,8    |
| 8     | 105   | Юрика Абе           | Япония   | LW6   | 90 | 1:02:14,9 | 56:01,4        | +6:12,2    |
| 9     | 106   | Людмила Ляшенко     | Украина  | LW8   | 91 | 1:04:18,0 | 58:30,8        | +8:41,6    |
| 10    | 103   | Бриттани Худак      | Канада   | LW8   | 91 | 1:05:0,18 | 59:10,6        | +9:21,4    |
| 11    | 101   | Екатерина Павленко  | Украина  | LW8   | 91 | 1:14:10,7 | 1:07:30,1      | +17:40,9   |
| —     | 104   | Анна Карен Ольсен   | Норвегия | LW6   | 90 | DNF       | DNF            | DNF        |

### C нарушением зрения
| Место | Номер | Спортсмен                                      | Страна   | Класс | %   | Время     | Итоговое время | Отставание |
| ----- | ----- | ---------------------------------------------- | -------- | ----- | --- | --------- | -------------- | ---------- |
| 1     | 134   | Елена Ремизова Ведущий — Наталья Якимова       | Россия   | B2    | 98  | 50:10,4   | 49:10,2        | —          |
| 2     | 133   | Михалина Лысова Ведущий — Алексей Иванов       | Россия   | B2    | 98  | 51:49,7   | 50:47,5        | +1:37,3    |
| 3     | 132   | Ядвина Скоробогатая Ведущий — Ирина Нафранович | Беларусь | B2    | 98  | 56:54,8   | 55:46,5        | +6:36,3    |
| 4     | 131   | Маргарита Горбунова Ведущий — Андреа Баундон   | Канада   | B3    | 100 | 1:04:43,9 | 1:04:43,9      | +15:33,7   |